# Жесть (роман)
«Же́сть» — триллер, написанный Александром Щёголевым по мотивам сценария Константина Мурзенко (фильм «Жесть»).

## Сюжет
Журналистка «Комсомольской правды» Марина после неприятного профессионального инцидента решает покинуть профессию. Но её редактор соглашается на это только в том случае, если Марина сделает свой последний репортаж о маньяке-учителе, находящемся в психиатрической больнице.
Но практически сразу после приезда Марины и её знакомства с главным врачом маньяку удаётся сбежать. Поиски поручают следователю Павлу, Марине удаётся к нему присоединиться. После ряда оперативно-разыскных мероприятий герои оказываются в огромном по площади дачном посёлке в окрестностях города Азотсталь. На этой территории не ловит мобильный телефон, не действует уголовный кодекс, а местные жители живут по собственным законам и называют себя «талибами».